# Carmala
Carmala là một chi bướm đêm thuộc họ Geometridae.